# Stará Lysá (urbanismus)
V článku Stará Lysá (urbanismus) jsou popsány historické a urbanisticky-architektonické aspekty zástavby obce Stará Lysá, která se nachází ve Středočeském kraji v okrese Nymburk.

## Urbanisticko-architektonická skladba sídla

### Lokace sídla
Stará Lysá se nachází v ploché údolní nivě toku Mlynařice. Mlynařice protéká obcí ve směru severovýchod – jihozápad a obec dělí na dvě části. V obci se tok díky zahloubení do terénu (na dně bývalého rybníka) uplatňuje opticky minimálně. Vodní hladina není v podstatě díky doprovodným porostům patrná. Samotný tok vlivem četných úprav břehů a melioračním zásahům nevytváří v obci žádné malebné zákoutí. Z jihovýchodu přiléhá k obci zalesněný vrch Vinička, který směrem východně od obce přechází do dalšího zalesněného vrchu Hrabanov. Severně od obce ve vzdálenosti cca 2 km se vypíná vrch Hraštice, který je tvořen smíšeným lesem. Severovýchodní svah Hraštice je pojmenován Čihadla a je zde situována část obce a lovecký zámeček Bon Repos. Lesní porosty na hraně pohledového horizontu zmíněných vrchů rámují obec a vytvářejí tak příznivý krajinný rámec sídlu. V kontrastu k vrchům na severovýchodě se jihozápadně od obce rozkládá poměrně plochá krajina s lesním komplexem Hladký bor, který přechází u Staré Boleslavi a Brandýsu nad Labem do tzv. Císařských lesů. Lokace obce v Polabí se samozřejmě projevuje velkým množstvím orné půdy. Ta se v posledním desetiletí stala hlavním producentem zeleniny, na úkor tradičních obilnin a brambor. Sady a travní porosty v krajině úplně chybí. Komunikační síť je lemována dožívajícími slivoněmi.

### Části obce
Z historického a současného urbanistického vývoje Staré Lysé vyplynulo, že obec je možné rozčlenit na pět části. Zřejmě nejstarším souvisle osídleným celkem je část „Ves“ s původní návsí, dominantní památnou lípou. Druhou mladší částí je „Pahorek“ jemuž dominuje centrální náves – nyní park, kaple sv. Jana Křtitele a skupina šesti památných lip. Starým hospodářským centrem byl dvůr Alžbětín, který přes téměř úplnou demolici stále zachovává velké měřítko a hmotu proti okolní venkovské zástavbě. V rámci vývoje v druhé polovině 20. století na dvůr navázal areál bývalého JZD. Čtvrtou částí, která tvoří předěl mezi obcí a krajinou je plocha obecního sadu s hřbitovem v minulosti zvaná „Ostrov“, která byla registrována jako významný krajinný prvek dle § 6 odst. 1 zákona č. 114/1992 Sb. Spojovacím článkem „Vsi“ a „Pahorku“ by mohla být s ohledem na specifika umístění a vzniku část na hrázi bývalého rybníka.

### Půdorysná a prostorová kompozice obce

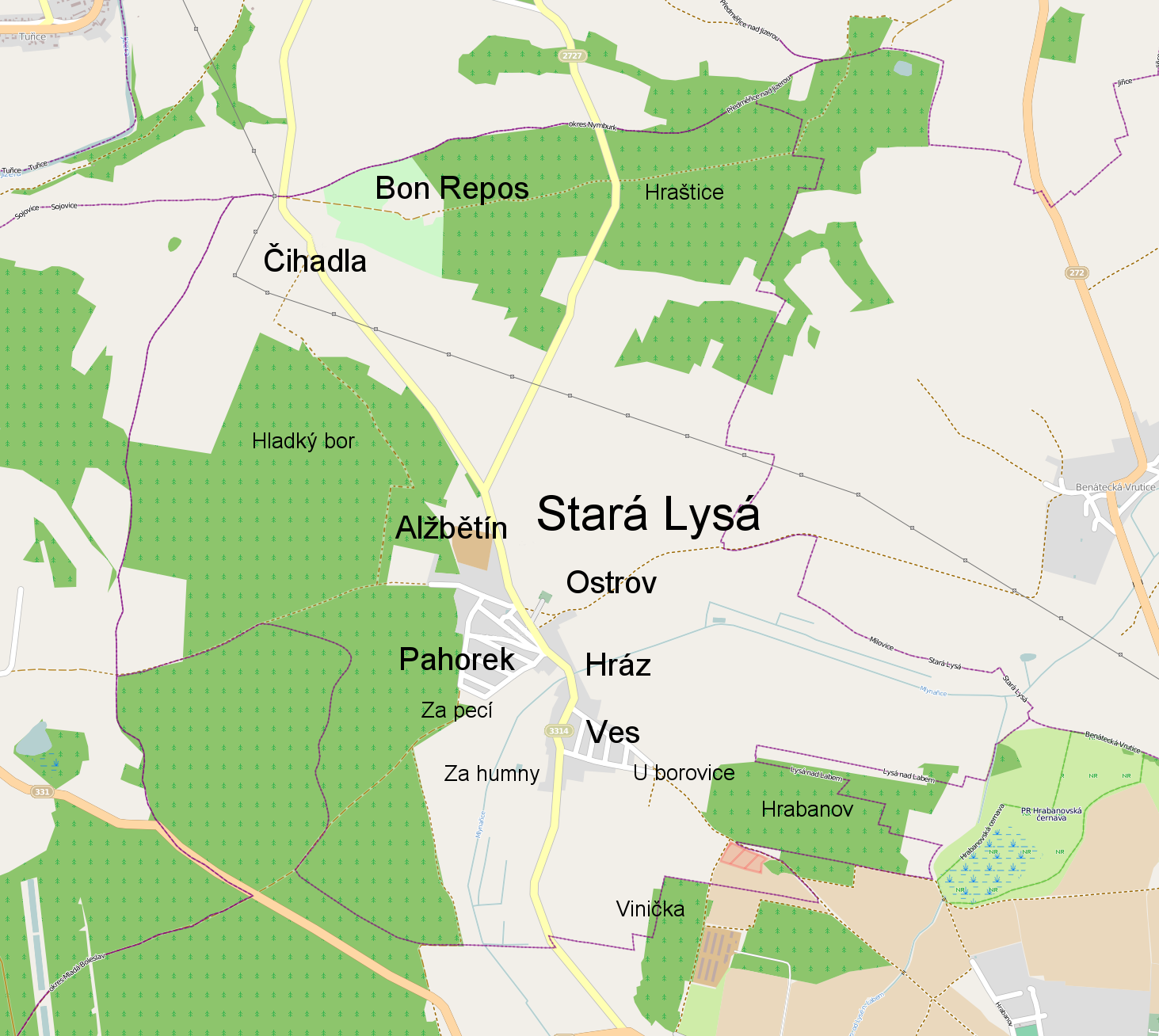
Mapa katastrálního území Stará Lysá

Forma nejstaršího osídlení Staré Lysé není známa. Můžeme odvodit, že centrem byl opevněný knížecí dvorec – tvrz, na což odkazuje zmínka o věži „turris dicta Lissa“ správce knížecího zboží. K tvrzi pak přiléhala vesnička „viculus Liza“. Ohrazení vesnice snad mělo býti z plotu pleteného z proutí, kterému se říkalo „lísa“. Odtud se pak traduje jedno z možných vysvětlení pro název sídla. Druhým vysvětlením pro pojmenování sídla by mohlo být osídlení na lysém (holém) vrchu. K holému vrchu se pojí místní pověst o dvou bratřích, kteří kolonizovali území středu Čech. Jeden založil Kouřim (dle kouře) a druhý na lysém vrchu Lysou. Vlastní lokace tvrze – vesničky, je též zastřena tajemstvím. Obecně je v povědomí místo prvotního osídlení kolem současného hřbitova (založen 1939) zvané „Na Ostrově“, kde se kromě střepin keramiky údajně nacházely též zbytky vypálené mazaniny (snad po požáru roubeného stavení). August Sedláček r. 1895 píše: „Že tu lidé bydlívali, není pochyby, poněvadž se při orání na zdi a zasuté sklepy přicházelo. Na místě tomto, které v starých dobách močály obklopeno bývalo (podle pověsti šel přes ně dlouhý dřevěný most), stála bezpochyby prvotní Lysá, ve kteréž oslepený kníže Jaromír až do r. 1037 ve vězení seděl“. K názoru, že Stará Lysá byla původním centrem knížecího zboží, se kloní též výsledky stavebně historického průzkumu historického jádra Lysé nad Labem.
Kuča se domnívá, že v rámci emfyteutické proměny panství Lysá (včetně Staré Lysé) z iniciativy české královny Guty, byla po roce 1291 nově vysazena i Stará Lysá. Dle Kuči v lokalitě „Na Ostrově“ přežívalo původní osídlení. Koncem 13. st. byla zřejmě založena vrcholně středověká lokační část „Ves“ na východní straně údolní nivy, na úpatí Viniček.

#### Ves
Zde bylo prvních, a zřejmě po celý středověk stálých, sedm stavení (5 selských a 2 chalupnická viz rok 1509). V urbáři z roku 1713 je pro Starou Lysou evidováno 12 osedlých stavení se 75 obyvateli. Z toho je patrný drobný nárůst domů o nových 5 oproti doloženým 7 z roku 1654. Původní stavení kolem návsi zůstala a rozšiřování obce pokračovalo jižním směrem podél komunikace. Severnímu rozšiřování totiž bránila hráz Starolyského rybníka a vlhká půda nad Hladoměřským rybníkem. Přirozeně se další rozvoj odehrával opět jižním směrem. Na konci 19. století se pak obec rozrůstala i na východní svah k lokalitě „Krchovíčko“. „Ves“ byla tradičně pokládána za hlavní část obce, proto zde na přelomu století vznikají významné stavby jako např. škola. Po první světové válce byla na návsi jižně od lípy zřízena malá parková úprava s pomníkem padlých. Konečný vzhled završila po II. světové válce úprava současného obecního úřadu s knihovnou. Negativní zásah do jádra obce je spatřován v odstranění domu č. p. 12 a jeho úplné náhradě prodejnou Jednoty (panelový konstrukční systémem) bez vazby na původní orientaci obytného stavení. Tento zásah vycházel z plánu „asanace“ jádra „Vsi“, kde dle plánu z r. 1974 mělo dojít k úplnému asanování statku č. p. 12 při výstavbě dvou nových bytových domů. K realizaci záměru dle plánu nedošlo. Statek byl asanován jen v místě novostavby prodejny. Jediný bytový dům v obci byl postaven v roce 1984 mezi „Vsí“ a hrází.
Duchovní centrum „Vsi“ je doložené již na mapě I. vojenského mapování z roku 1781, kdy v severní části návsi je vyznačen kříž. Ten je vyznačen i na mapách pozdějších včetně stabilního katastru z r. 1842. Stávající kamenný kříž byl postaven až roku 1852. Pozoruhodné je, že ani na mapě stabilního katastru není vyznačena památná lípa, jejíž stáří je arboristy odhadováno na 500 let. V době mapování stabilního katastru se muselo jednat o poměrně velký strom, který zcela jistě byl významnou dominantou návsi.
Ve druhé polovině 20. století se výstavba soustředila na lokalitu „Krchovíčko“. Později pak mimo historické centrum do lokality „Za Humny“, kde též vzniklo fotbalové hřiště. Stavební vývoj po roce 1990 přinesl změny „U Borovice“, kde ve vazbě na původní cestní síť vzniklo 15 nových stavebních pozemků. Parcelace je typická pro městské prostředí bez vazby na historickou tradici – pozemek spíše čtvercový s domem situovaným uprostřed. Novodobým nešťastným zásahem do návesního prostoru bylo umístění kontejneru trafostanice do parkové plochy za pomník padlým.

#### Alžbětín

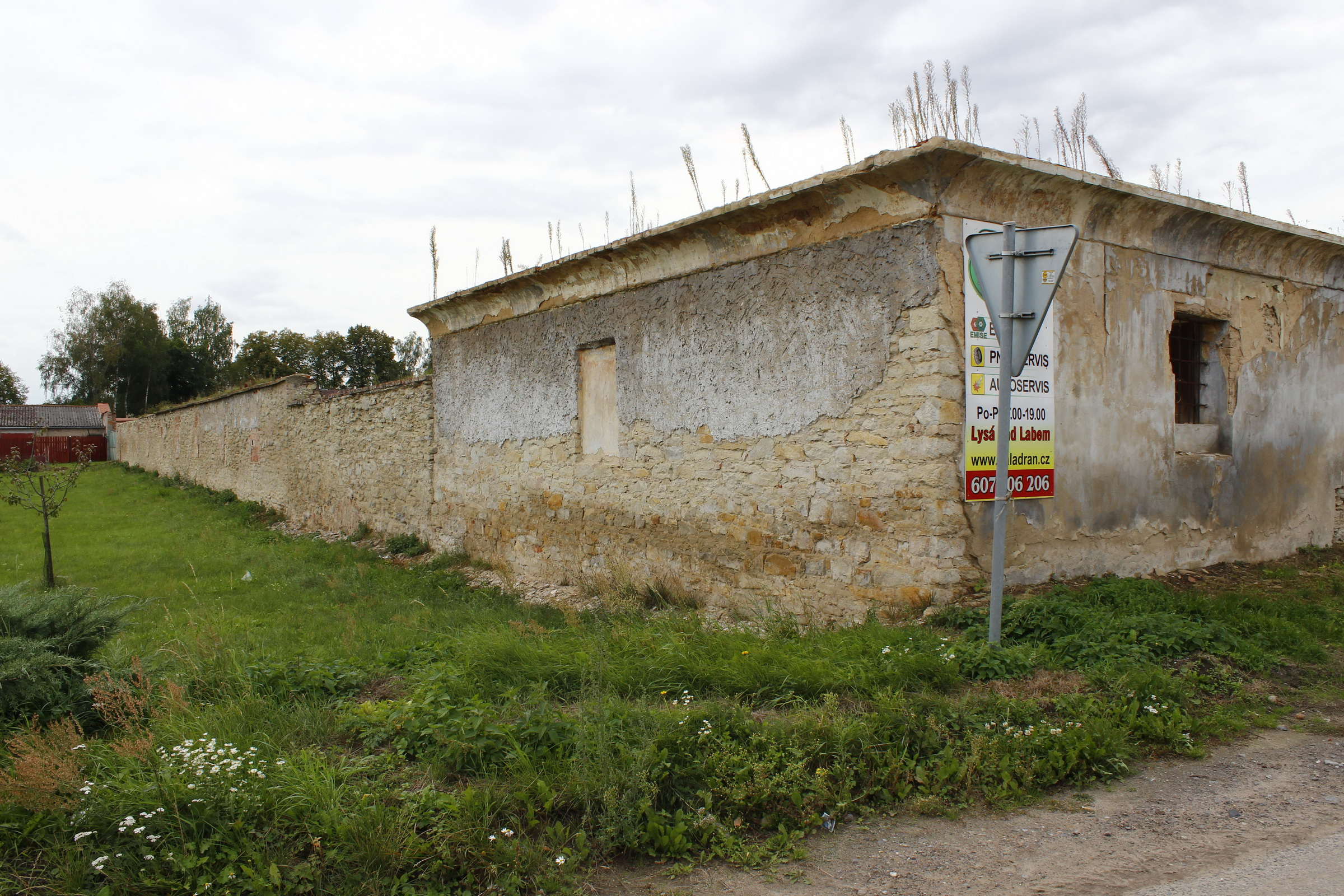
Poslední patrné zbytky budov dvora "Alžbětín"

K 23. 10. 1789 je doložena písemná zmínka o existenci starolyského dvora. Jeho založení má nepochybně souvislost s vypuštěním rybníka Hladoměř, vysušením pozemků a jejich přeměnou na pastviny. Roku 1842 je pro Starou Lysou zpracována mapa stabilního katastru. Z císařských otisků je patrný dvůr skládající se ze tří samostatných křídel (nespalných) uzavřený zdí. Na mladších zákresech do císařských otisků je z jižní strany zakreslen jediný přístup do dvora, zřejmě bránou ve zdi. V centrální části dvora je umístěna drobná plastika – zřejmě později doloženého sv. Isidora.
Ve 20. letech 20. století utrpělo postavení dvora pozemkovou reformou. Pozemková základna byla rozparcelována a rozprodána drobným zemědělcům. Následně dvůr přežíval jako zařízení k chovu, což využilo i pozdější JZD. S potřebou zvětšení produkce a růstem strojového parku je areál JZD rozšiřován a to severozápadním směrem – mimo obec. Vzniká zde moderní kravín, vepřín, odchovna telat, nakličovna brambor a dílny. Nové stavby jsou tvarem, sklonem střech a celkovým měřítkem poměrně blízké Alžbětínu. Jejich umístění mimo dominantní místo v krajině při okraji lesa je celkem příznivé při vnímání obce.
Plocha bývalého panského dvora měla být dle „asanačního“ plánu z roku 1974 rozparcelována pro tři nové bytové domy. Další měl stát mezi dvorem a kaplí. Tento zásah byl realizován jen částečně a to výstavbou rodinného domu č. p. 67.
Po roce 1990 zůstává využití areálu původního dvora i nového JZD stejné. Areál JZD se průběžně adaptuje z chovu hospodářských zvířat na sklady, expedici zeleniny produkované v katastru obce a ubytovnu sezónních dělníků. V roce 2009 byl z havarijního důvodu stržen starý Alžbětín (bohužel bez předchozí dokumentace). Byly zachovány pouze obvodové zdi. Nový majitel zamýšlí v půdorysu původního dvora zřídit administrativní budovu a další ubytovnu. Ze zpracované projektové dokumentace je patrné, že novostavby jsou poměrně citlivé k dochovanému měřítku obce.

#### Pahorek

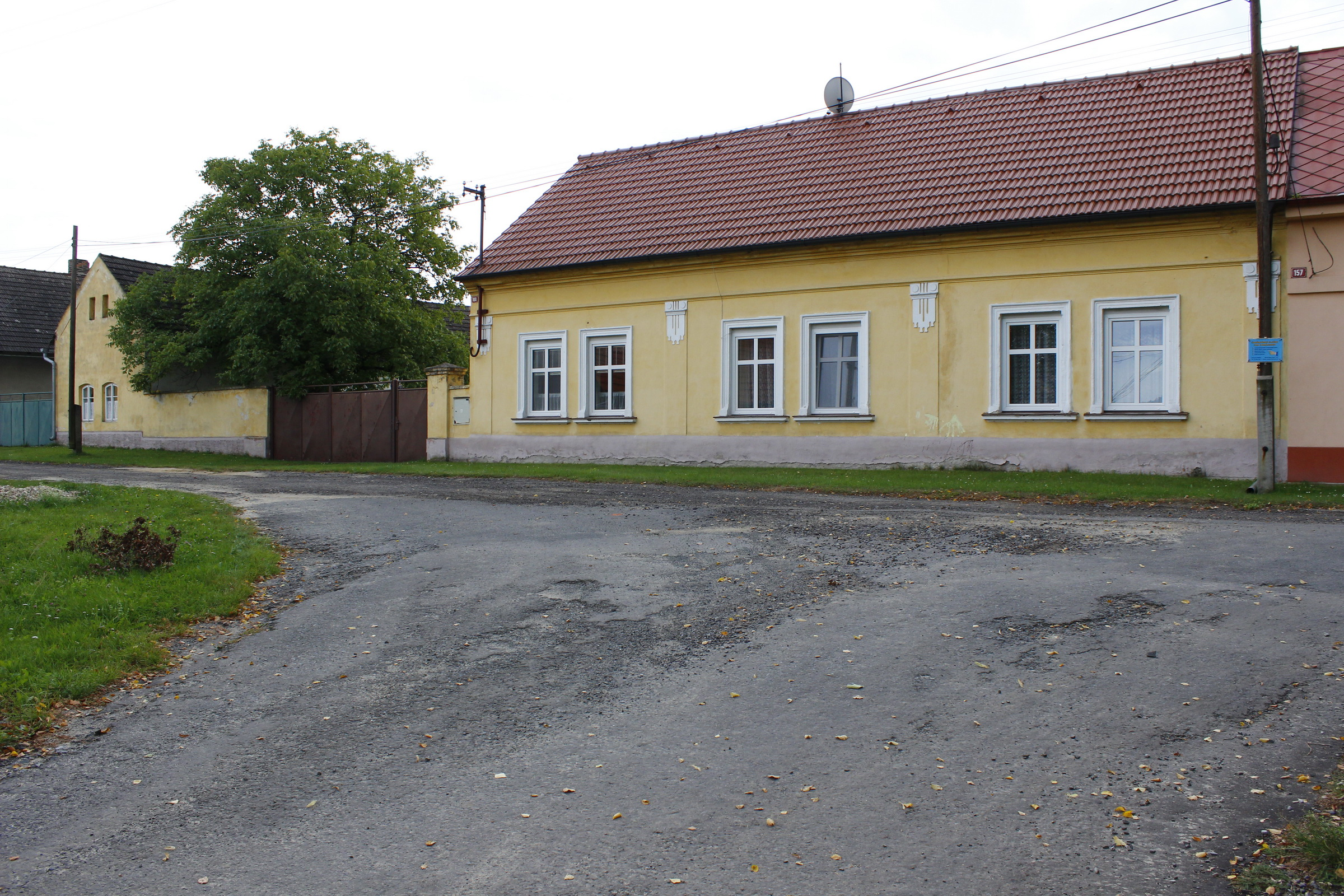
Dům čp. 100 s výminkem

Vznik této části obce je pravděpodobně vázán na založení dvora Alžbětín. Potřeba pracovních sil a další využití panské půdy zřejmě iniciovala vznik nové zástavby, která je patrná z mapy stabilního katastru z r. 1842. Jižně od dvora vznikla zástavba, která uzavírá „náves“ (plošně rozsáhlejší než ve „Vsi“). Západní část návsi přechází do rozšířeného uličního prostoru tzv. „Kout“. Z císařských otisků lze vyčíst, že část obce zvaná „Pahorek“ má oproti části zvané „Ves“ větší podíl spalných objektů. Tato skutečnost by mohla odpovídat mladší zástavbě „Pahorku“ s postupnou přestavbou na objekty nespalné.
Duchovní centrum „Pahorku“ zaujímal kříž. Na mapě I. vojenského mapování není zakreslen. Je zakreslen až na mapě stabilního katastru k roku 1842. Dle Vojáčka (fond Josef Vojáček) je r. 1823 posvěcena nová kaple ve Staré Lysé „na neděli 20. po sv. Duchu ke cti a chvále svatého Jana Křtitele“. Tato informace není ověřena a dle dalšího Vojáčkova zápisu k r. 1852 a zákresu v mapě stabilního katastru z r. 1842 (kde není kaple zakreslena) je značně nepravděpodobná. Spíše se jednalo o dřevěný kříž. Zděná kaple sv. Jana Křtitele je zakreslena až na mapě II. vojenského mapování z let 1851/1852. Zřejmě v té době byly kolem kaple vysazeny lípy. Na to by odkazoval způsob rozmístění současných šesti lip kolem kaple. Je však třeba říci, že stromy nejsou vysazeny v pravidelném čtvercovém sponu, ale zcela nepravidelně. Za kaplí pak roste trojice lip, která byla zjevně vysazena hnízdovitě, což je v Polabí naprosto ojedinělé.
Konec 19. století umožnil vznik zástavby jižně od návsi. Nové objekty již nejsou velká hospodářská stavení se dvory, ale spíše domky chalupníků. Dodržována je tradiční poloha domu i délková dispozice parcel.
Mladší zástavba „Pahorku“ je soustředěna před jižní fasádu Alžbětína. Tyto domky patřili domkářům, protože jsou na zcela malých parcelách a chybí jim i malé chlévy.
Náves pak doznala v 70. letech 20. století významnou změnu a to založením v podstatě městského parku, jehož vznik inicioval „regulační“ plán z r. 1948. Podle „regulačního“ plánu měla být v západní části parku umístěna veřejná budova. Další rozvoj obce lze označit za pozvolný, kdy se zahušťuje výstavba jižně od „Pahorku“ při zachování orientace domů do ulice a zachování úzkého tvaru parcel.
Oproti „Vsi“ je „Na Pahorku“ více rozšířená rekreace. Tu kromě adaptací starých stavení reprezentuje výstavba nových objektů při polní cestě do Sojovic. Objekty jsou naprosto různorodého charakteru (bungalov, horská chata apod.). Jednotícím prvkem by snad mohlo být jen drobnější měřítko staveb při uchování poměrně velké zahrady.
Po roce 1990 se obec rozrůstá v lokalitě „Za Pecí“, kde vzniklo 32 nových parcel s převážně městskou zástavbou a to ve vazbě na původní komunikační síť. Dochází k plošné a hmotové změně nových rodinných domů. Nové parcely jsou spíše čtvercové, domy se umisťují do středu pozemku. Hospodářské stavby nahrazují garáže a altány. Výjimečně se modernizují stávající stavení. Modernizace se soustřeďuje na přístavby, nástavby a především změny průčelí – výměna oken a fasád.
Zatím blíže neprověřenou etapou vývoje zástavby je nález dehtářské pece cca 300 m jižně od Alžbětína. Nález je datován do počátku 17. století, což by znamenalo, že objekt vznikl před stavbou Alžbětína. Umístění mimo sídlo má jisté opodstatnění z důvodu obtěžování obyvatel neustálým dýmem z výroby dehtu (při pálení dřevěného uhlí). Bylo by zajímavé prověřit, zda pece měly souvislost s absencí lesního porostu „Hladký bor“ západně od „Pahorku“. V současné době se zde nachází souvislý lesní porost, který však na mapách I. vojenského mapování ani na mapě stabilního katastru není zachycen.

#### Ostrov

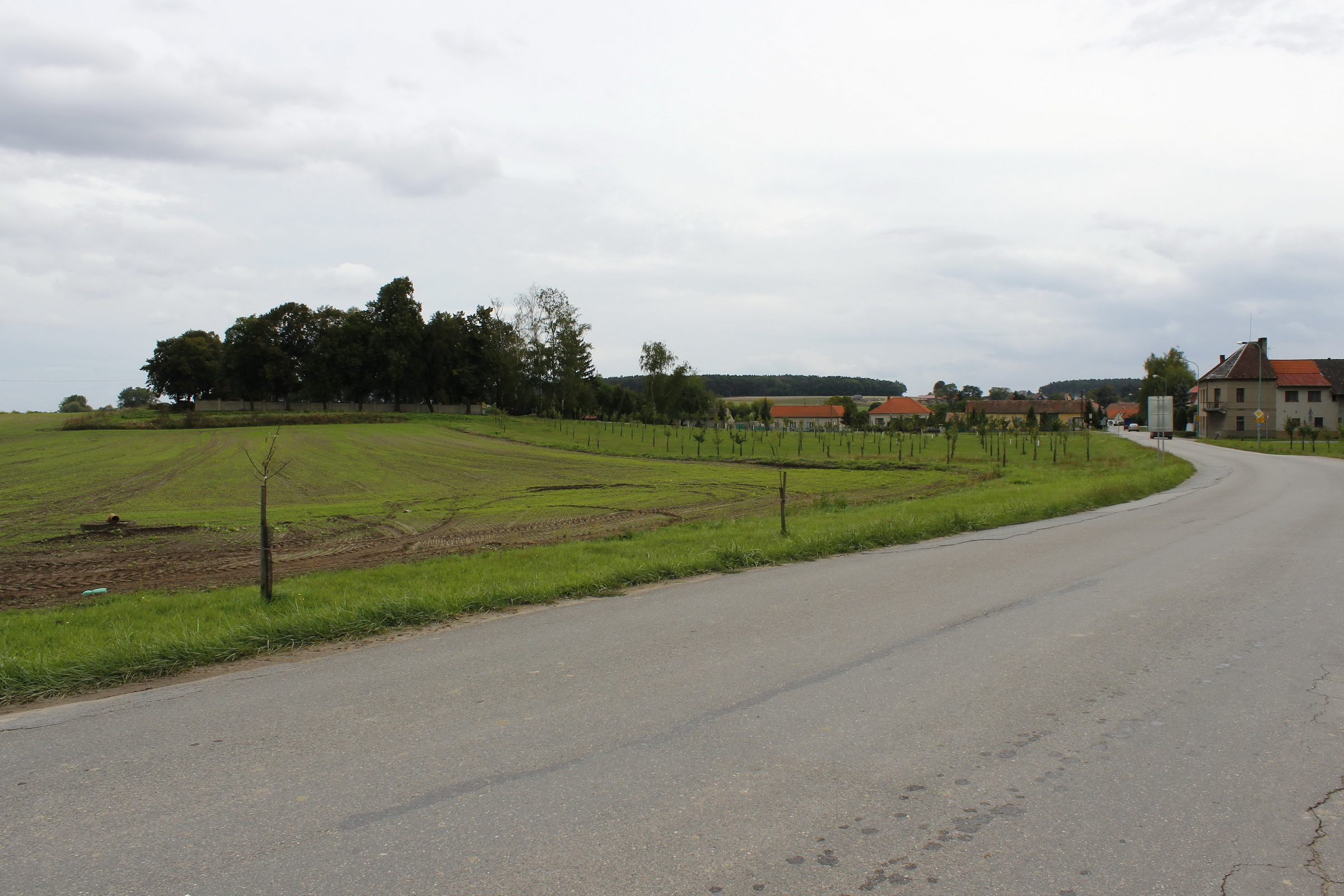
Pohled na lokalitu "Ostrov" od statku Alžbětín. Na fotografii je patrný obecní hřbitov a sad

Autoři přelomu 19. a 20. století (Otruba, Sedláček, Vojáček) uvádějí, že zmíněná lokalita „Ostrov“ patří k nejstaršímu osídlení regionu. Údajná poloha mezi močály byla prý místem ideálním pro obranu. Proto zde snad měl vzniknout knížecí dvorec připomínaný již Kosmou k roku 1037. Tyto dohady nepotvrzují žádné grafické podklady.
Z map I. vojenského mapování i map mladších lze usuzovat na běžnou zemědělskou půdu, která je významně protkána sítí komunikací ve směru do Lysé nad Labem, Benátecké Vrutice, Jiřic, Předměřic nad Jizerou a Sojovic. Komunikační síť je v podstatě totožná s dnešním stavem (chybí jen komunikace do Jiřic). Na počátku 20. století zde byl ovocný sad. V roce 1939 je na nejvyšším místě „Ostrova“ vysvěcen obecní hřbitov.
V obecní kronice jsou zmíněny archeologické nálezy. Ty ale nejsou hmotně doložené v muzejních ani známých soukromých sbírkách. Přes absenci nálezů je místo velmi pozoruhodné svou provázaností jádra obce a krajiny severně od Staré Lysé. Navíc existence obecního sadu v době, kdy jsou veřejná prostranství z ekonomického důvodu zastavována, je více než pozoruhodná. Konečně vzácnost a dlouhodobou ohroženost místa dokládá nález v archivu obecního úřadu, kde je doložen „asanační“ plán z roku 1974, jehož cílem byla zástavba při jižní a východní straně sadu. Dalším ohrožením volného prostranství byl návrh parcelace v rámci zpracování územního plánu obce z r. 2005. Tyto skutečnosti vedly v roce 2010 MěÚ Lysá nad Labem, odbor životního prostředí k registraci sadu jako významného krajinného prvku. Do budoucna se tak zabránilo možné ztrátě území.

#### Hráz

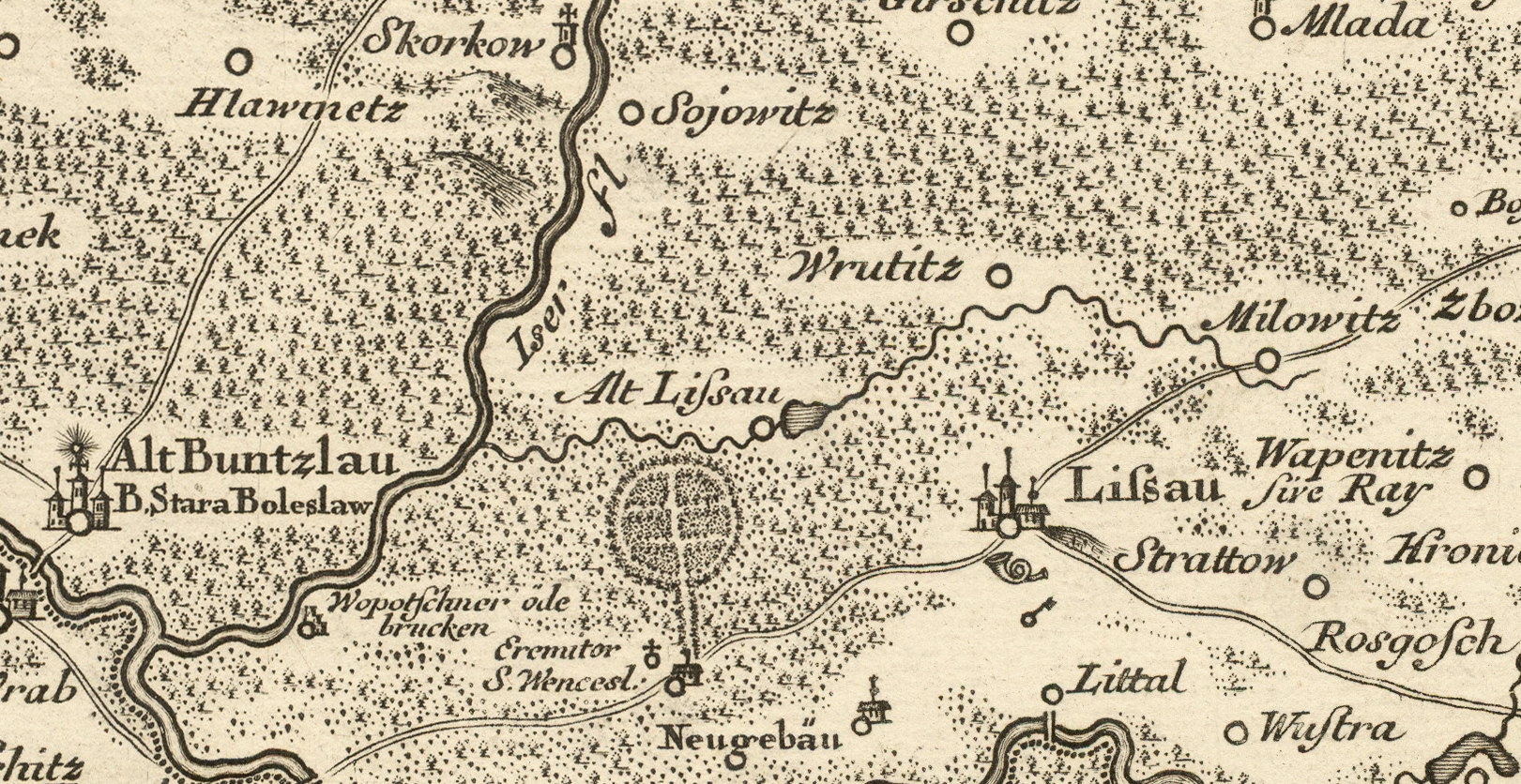
Stará Lysá na Müllerově mapě Čech z roku 1720

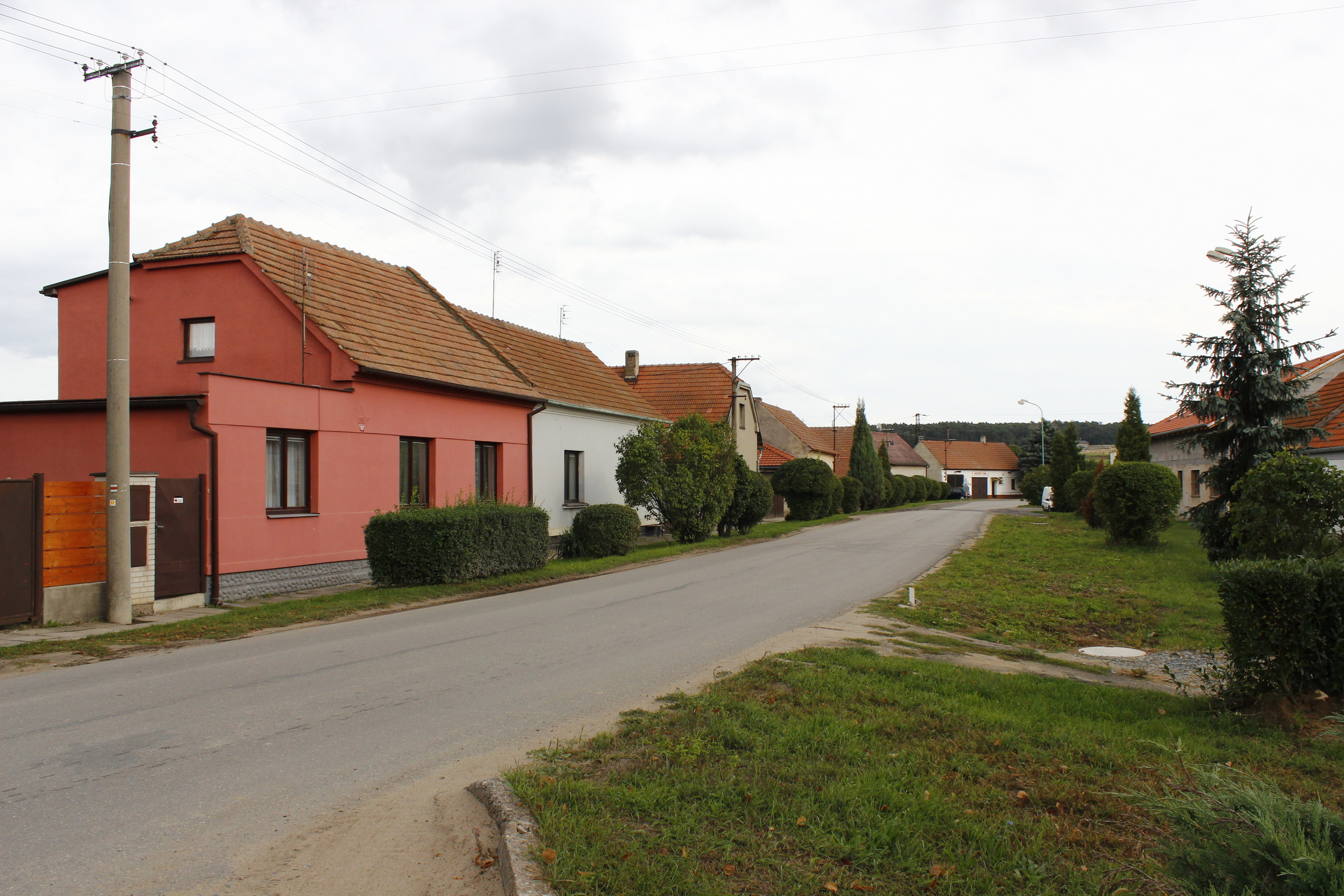
Část obce "Hráz" (hráz bývalého rybníka)

Hráz je „nejmladší“ urbanizovanou částí historického jádra obce. Původně bylo území plochou mezi dvěma rybníky, které napájel potok. Na mapě stabilního katastru je potok označen jako Vlkava. Současný název toku je Mlynařice. Pojmenování je odvozeno od mlýnku, který byl v 18. století na dolním toku Mlynařice (cca 5 km po toku). Historickou zajímavostí je různé zakreslení toku. Na Müllerově mapě Čech z r. 1720 ústí potok do Jizery. Toto je doloženo též na mapě Boleslavského kraje. Mapa I. vojenského mapování zachycuje tok ústící do Labe v současné trase.
Jižní rybník Hladoměř měl být založen Fridrichem z Donína roku 1530 a množství zachycené vody dalo rybníku název. Při suchém roce, byl rybník poměrně mělký a zcela jistě nedosahoval do obce (odtud pojmenování Hladoměř). Naproti tomu severní Starolyský rybník existoval již před rokem 1478 a jeho existence ovlivňovala zásadně formování obce. Po temeni hráze vedla totiž důležitá komunikace s mostkem. Při vyústění Mlynařice z rybníka stál objekt zřejmě správce rybníka. Rybník zanikl po katastrofálním prolomení hráze v polovině 19. století. Následně byl rybník úplně vypuštěn a hráz přestala plnit původní funkci. Vyústění Mlynařice se posunulo více k východu, do současného místa.
Po roce 1930 byla hráz rozparcelována a vznikly zde nové rodinné domky. Malé přilehlé zahrádky byly umístěny na návodní straně hráze, chybí velká hospodářská stavení. Současný stav je doplněn o zástavbu na návětrné straně (jižní) a reprezentuje jej zástavba druhé poloviny 20. století. Tato část obce je výrazově nejvíce roztříštěná, což dokládá umístění nové vodní plochy -chovného rybníčku s přístřeškem pro soukromé účely místního rybáře.

### Charakter zástavby historického jádra obce
Vezmeme-li jako historické jádro stav obce k roku 1842, tedy době zpracování stabilního katastru, budeme se věnovat jen třem částem a to "Vsi", "Pahorku" a "Alžbětínu".
Ves – při porovnání leteckých snímků se stabilním katastrem je zřejmé, že cestní síť nedoznala žádných změn. Všechny původní komunikace jsou stále funkční, plocha návsi je v podstatě nezmenšena (s výjimkou záboru plochy pro školu č. p. 78 a její zahradu). Esovité stočení komunikace jižně od návsi bylo s ohledem na provoz utvořeno plynulejší a to zrušením zahrady a odstraněním domu (v místech současného č. p. 97).
Jistou „pravidelnost“ v rozmístění objektů lze najít v návesním prostoru, který by snad odpovídal vrcholně středověkému lokačnímu založení. Oproti tomu rozmístění objektů a přilehlých zahrad v jižní ulici je nepravidelné, což by dokládalo postupný, neplánovaný rozvoj po roce 1700. Celkově lze „Ves“ označit za méně v půdoryse organizovanou než „Pahorek“.
Povrchy komunikací jsou různorodé. Silnice III. třídy je asfaltová. Ulice od lípy k borovici je dlážděná žulovými kostkami. Druhá komunikace vedoucí z návsi východním směrem je nezpevněná a navazuje na polní komunikaci do Hrabanova. Návesní prostor je ve východní části pouze travnatý, což ve spojení s památnou lípu podtrhuje dojem venkovského prostředí a to i přes výsadby za pomníkem padlých. Naproti tomu prostor před prodejnou Jednoty je výrazně zpevněn betonem. Velké zpevněné plochy spolu s neobvykle velkými plechovými vraty statku č. p. 12 působí značně rušivým dojmem. Chodníky jsou před obecním úřadem ze zámkové dlažby, pokud jsou před ostatními domy v centru, jedná se o betonovou dlažbu 30 x 30 cm, resp. 50 x 50 cm.
Z původní zástavby lze odvodit, že ve hmotě by mohly být z větší části dochovány domy č. p. 38, 1, 2, 4, 47, 39, 50, 43, 54, 71, 7 a 8. Částečně by mohly být dochovány konstrukce objektů č. p. 10, 11, 12. Převážně se jednalo o dlouhé přízemní objekty se štítem do ulice a zápražím na straně do dvora (kryté přesahem střechy). Z historických fotografií jsou patrné sedlové střechy s došky, kryté eternitem i pálenou střešní krytinou. Stejně jako střešní krytinu, i vlastní provedení stavby a volba materiálu závisela na majetnosti stavebníků. Proto jsou ještě na některých fotografiích z přelomu 19. a 20. století patrné objekty s vysokým podílem spalných konstrukcí. To dokládají nejlépe trojúhelné bedněné štíty, místy s výřezy průduchů (foto dřevěná lomenice). Původní domy byly vesměs příkladem staveb polabského typu se základní trojdílnou dispozicí. Trojdílná obytná jednotka ve skladbě světnice – síň – zadní světnice. Za obytnou jednotkou navazují chlévy a kolny. U větších gruntů uzavírá dvůr stodola se zahradou. Pozoruhodné je zakreslení chmelnic na mapě stabilního katastru, které jsou v regionu vzácné.
Posuzovaná novodobá zástavba je více méně odlišná od popsaných tradičních forem. Ještě do roku 1940 lze vystopovat tradiční formy zástavby a to dlouhého jednopodlažního domu orientovaného štítem do ulice se sedlovou střechou. Střešní krajina je tvořena převážně betonovými taškami a pálenou krytinou. Došky se již neužívají. Dvůr je od ulice oddělen ještě většinou celodřevěnými vraty, narůstá počet dřevěných vrat vsazených do kovaného rámu. Vstupy se zvýrazňují zděnými pilíři. Dvory jsou většinou ukončeny stodolou. To je například jeden z rozdílů od „Pahorku“, kde za stodolami navazuje na úzkém pozemku ještě zahrada. Pozdější přestavby reagovaly již na zásobu městského typu. Vznikají dvoupodlažní objekty se střechou valbovou, přibývá eternitové střešní krytiny. Tyto stavby reprezentuje bývalá škola a současný obecní úřad.
Fasády se také mění. Jak bylo uvedeno výše, dožívají bedněné štíty se dvěma dvojitými šesti tabulkovými okny ve vpadlinách v uličním průčelí. Od původních hladkých vápenných omítek, místy zvýrazněných štítů a šambrán oken, se po roce 1940 majitelé přiklánějí ke zjednodušení fasád a uplatňuje se břízolit a dlaždičky. Fasády se probarvují, přičemž nejoblíbenější jsou odstíny okru, zelenkavé, šedé a rumělkové. Uliční průčelí má stále dvouosé štítové průčelí (většinou doplněné jedním či dvěma štítovými okénky do půdního prostoru).
V historickém jádru „Vsi“ v průběhu druhé poloviny 20. století v podstatě nevznikly žádné novostavby. Některá průčelí doznala v období 70. a 80. let změnu v podobě osazení trojdílného okna, která se v závislosti na jejich životnosti nyní opět nahrazují moderními většinou dvojdílnými. Nápadné změny nastaly u vjezdů do dvorů, kdy dožilá dřevěná vrata byla nahrazena celokovovými. Zcela mimo rámec zástavby je panelový skelet prodejny Jednoty s plochou střechou ze 70. let 20. století, který nahradil obytnou část statku č. p. 12.
Počátek 21. století reprezentuje pouze přístavba domu č. p. 114, která v podstatě zachovává obdélný půdorys přízemního domu se sedlovou střechou. Změnu je možné vnímat nejvíce v náhradě tradičního rozměru oken. V současné době se upřednostňují dvojdílná okna téměř čtvercového tvaru. Ve „Vsi“ nalezneme oproti „Pahorku“ více drátěných plůtků, které vymezují prostor příležitostných květinových předzahrádek. V místech, kde na uliční prostranství navazuje hospodářské zázemí je vždy plná vysoká zeď. Dřevěné oplocení je vzácné. Jeho příznivé působení je patrné např. u č. p. 39. Vegetační složka ve „Vsi“ je tvořena parkovou úpravou, které dominuje památná lípa. Ovocné stromy se ve veřejných prostranstvích již v podstatě nenacházejí (dožívají poslední višně a třešně). Pozornost upoutají konifery či tvarované listnáče, které vzhledem ke své nestandardní úpravě poškozují vnímání obce. Není zde žádná cílená liniová výsadba. Veškerá výsadba je realizována příležitostně do zelených pásů. U větších dvorů stále přetrvává hospodářská funkce a to z důvodu udržení hospodářství. Obyvatelé stále chovají drobné hospodářské zvířectvo a tomu je částečně podřízena i skladba zahrad. V obraze sídla postrádáme velké listnaté stromy např. ořešáky, či vysokokmenné jádroviny. Ovocné stromy jsou v zahradách spíše výjimečně. Nahrazují je konifery a exotické dřeviny.
Mobiliář ve „Vsi“ reprezentují pouze vývěsní desky obecního úřadu před statkem č. p. 12. Jsou to běžné kovové konstrukce s uzamykatelným prostorem. Jejich umístění do značné míry narušuje vnímání celistvosti návsi. Rušivým dojmem působí též umístění informačního stojanu Jizerské cyklostezky před památnou lípou. Lampy veřejného osvětlení jsou běžné 12 m vysoké celokovové sloupy s halogenovou výbojkou.
Pahorek – oproti „Vsi“ je z mapy stabilního katastru na první pohled patrné, že tato část obce nevznikala nahodile, ale jako jakýsi protipól dvora Alžbětín. Nalezneme zde jasnou osu sídla, která je až dosud v podstatě uznávána a podporována další činností např. založení parku, zádlažbou, umístění drobné zvonice. Komunikace se ve svém směru a množství zásadně nezměnily. Jedinou dílčí změnou je současné přerušení komunikace u Alžbětína výstavbou zdi, která nově uzavřela areál zemědělského areálu AGÁTA od zástavby. Přístup do AGÁTY je pouze ze silnice III. třídy. Z pravidelnosti „Pahorku“ poněkud vybočuje nápadné rozšíření západní komunikace tzv. Kout. Stabilním katastrem naznačená uliční síť do značné míry předurčila současné rozšiřování „Pahorku“ jižním směrem v místě zvaném „Za Pecí“.
Povrchy komunikací jsou různorodé. Silnice III. třídy vedoucí severně od „Pahorku“ je asfaltová bez obrubníků. Rovněž ulice kolem návsi a „Kout“ jsou asfaltové bez obrubníků. Na venkovské prostředí poměrně vzácná čedičem dlážděná cesta se dochovala v úzkém uličním prostoru od zvonice k č. p. 41. Nezpevněné komunikace jsou stále ještě ve střední části kolem současného Urbanova pohostinství č. p. 51, na které navazuje za silnicí III. třídy severním směrem opět nezpevněná komunikace ke hřbitovu. Jediný chodník z betonových dlaždic 50 x 50 cm je mezi Urbanovým pohostinstvím a č. p. 139. U domů č. p. 55, 40, 35, 34, 42, 46, 41, 18, 19, 91, 23, 90, 37, 28, 29, 31 předpokládáme zachování větší části původních konstrukcí. Zbytky původních konstrukcí by mohly být dochovány v č. p. 158. Ostatní objekty byly většinou ze spalného materiálu a následně byly z přestavěny z kamene a cihel např. 53, 20, 48, 42, 25, 70, 52, 27. Tato skutečnost by mohla naznačit, že tyto objekty jsou sice mladší, ale mají lépe dochované a snad i původní konstrukce (oproti starším domům, které jistě prodělaly různý stupeň modernizace). Jako v části „Ves“, i zde se jednalo o jednopodlažní objekty se sedlovou střechou, většinou se štítem do ulice. V porovnání se „Vsí“ je zde více patrná délková dispozice parcel. Selská stavení, která jsou soustředěna zřejmě do starší části „Pahorku“ měla rozsáhlé dvory. V první polovině 20. století zde vznikly velmi výrazné stodoly, které ještě dnes tvoří dominanty panoramatu obce (č. p. 158, 90, 100). Chalupníci měli jen malé dvorky, kde byly malé chlévy a kurníky. Dispoziční členění obytných částí domů je v podstatě shodné se „Vsí“. Novostavby první poloviny 20. století mohou reprezentovat domy č. p. 30 a 137, které nahradily původní spalný objekt při společné hranici mezi dvěma pozemky. Je to opět příklad domu polabského typu. Za obytnou částí jsou na úzké dlouhé parcele řazeny chlévy. Dvůr uzavírá stodola a navazující zahrada.
V historickém jádru dále zaujme dům č. p. 100. Dům vznikl částečně na místě spalných objektů. Zachované detaily na fasádě jsou velmi zajímavou ukázkou venkovské architektury v místě již velmi vzácnou. Z exteriérového hlediska je to zřejmě nejcennější dům Staré Lysé. Oproti „Vsi“ se uchovala větší rozmanitost štítů např. 137, 52, 34, 41. To je částečně dáno i velikostí gruntů, které navenek reprezentuje obytné stavení hospodáře a výměnek. Příkladem mohou být č. p. 9 a 31, 90 a 23. Architekturu druhé poloviny 20. století představuje v historickém jádru „Pahorku“ dům č. p. 67. Objekt významně narušuje celistvost obecního sadu a jako nežádoucí dominanta ruší vzájemný vtah mezi dvorem a kaplí. Popisovaný dům je praktickou ukázkou představy asanace dvora, ke které mělo dle plánu z roku 1974 dojít. Objekt nerespektuje tradiční délkovou stavbu, sklon střechy ani tvar a velikosti oken. Vymyká si i zvýšeným přízemím se zádveřím a druhým podlažím. Konec 20. století mohou reprezentovat přestavby domů č. p. 16 a 46, které nahradily sedlovou střechu nástavbou patra a ukončením plochou střechou. Díky umístění lodžie do uličního prostoru při okapové linii domu, je celkový negativní dojem u domu č. p. 16 větší. Nežádoucí úpravu štítů reprezentují také lodžie u č. p. 27 a 29, které narušují štítovou stranu a tím poškozují hmotu původní venkovské zástavby. U těchto domů je to zvláště nápadné, protože jsou obráceny do urbanisticky velice zajímavého místa.
Střešní krajina stávající zástavby je tvořena převážně betonovými taškami a pálenou krytinou. Pozdější přestavby reagovaly již na zástavbu městského typu. Vznikají dvoupodlažní objekty se střechou valbovou nebo polovalbovou. Tyto stavby reprezentují č. p. 25, 158 a 139, která jsou obrácená do návesního prostoru.
Na rozdíl od „Vsi“ jsou zahrady do uličního prostoru vymezeny převážně plnou zdí. Vstupy jsou zvýrazněny nápadnými bránami, často doplněné zděnými pilíři. Dřevěné oplocení je vzácné a je dožívajícím reliktem, který bez náhrady mizí př. č. p. 90.
Vegetační složku „Pahorku“ reprezentuje parková úprava návsi. Její plánování lze klást do roku 1948, kdy byl zpracován regulační plán. Z leteckých snímků z roku 1959 je patrné, že park ještě založen nebyl. Plocha je vymezena jižní alejí lip, skupinou lip kolem kaple a vodní nádrží s doprovodnými stromy. Zbytek byla travnatá plocha s vyšlapanými cestičkami. Park na ploše cca 1,5 ha vznikl v 70. letech 20. století a jeho založení je do jisté míry raritou. Takto rozsáhlý park městského typu – podél pískových cest jsou osazeny parkové obrubníky, se v obcích s cca 500 obyvateli zřídka vyskytuje. Na vesnické prostředí je též neobvyklé druhové složení dřevin. Jsou zde kromě výše uvedených lip (v současnosti cca 90 let staré) též pestrolisté buky lesní (Fagus silvatica Marginata), douglasky (Pseudotsuga menziesii), a katalpa vejčitá (Catalpa ovata). Keřové patro je složeno z kdoulovců, zlatic, kalin. Konifery reprezentovaly druhy jalovec čínský a zerav západní. Množství konifer je od roku 2008 postupně omezováno a to z důvodu postupné obnovy parku. Cílem zásahu bylo též obnovení sadu pod hřbitovem a náhrada staré topolové aleje ke hřbitovu novou lipovou alejí. V současné době je park víceméně složen z druhů listnatých, což lze jednoznačně přivítat. Konifery nebyly zcela vymýceny, ale byly ponechány jako kompoziční prvky v rozsahu do 5%.
V ostatních veřejných prostranstvích „Pahorku“ byly ještě do roku 2000 patrné četné ovocné stromy, převážně třešně. Staré stromy jsou postupně káceny, přičemž neprobíhá obnova. Pokud se na veřejném prostranství prováděly výsadby, pak pouze z podnětu vlastníků přilehlých objektů – převažují jalovce a smrky pichlavé. Tento trend se v poslední době daří potlačit a konifery postupně z veřejného prostranství mizí. Trvalkové či růžové záhony jsou vzácností. Na soukromých pozemcích je situace obdobná jako ve „Vsi“. Zejména u původních velkých statků přetrvává hospodářská funkce dvora. Obyvatelé stále chovají hospodářské zvířectvo a tomu je částečně podřízena i skladba zahrad.
Mobiliář na „Pahorku“ reprezentují pouze betonové lavičky a malé dětské hřiště v parku. Poněkud rušivým dojmem působí oplocení současné požární nádrže (foto oplocení nádrže). Výrazně rušivá je drobná stavba vodárny před kaplí, která kapli zastiňuje a narušuje pohledy z parku ke kapli a dále ke hřbitovu. Objekt vodárny byl využit jako pozadí pro umístění informačního stojanu naučné stezky Krajinou Rudolfa II., který se věnuje obnově sadu a starým krajovým odrůdám ovocných dřevin. Lampy veřejného osvětlení jsou běžné 12 m vysoké celokovové sloupy s halogenovou výbojkou.
Alžbětín – dvůr Alžbětín je svým umístěním, hmotou a funkcí v podstatě samostatnou částí historického jádra obce. Na mapě I. vojenského mapování z roku 1781 je dvůr vyznačen jako obdélník se čtyřmi stavbami kolem dvora. Stavby k sobě nepřiléhají. Mapa stabilního katastru již zachycuje dvůr se třemi hospodářskými budovami, jižní budova chybí. Dvůr tak uzavírá jen zeď. To potvrzuje mapa II. vojenského mapování z let 1851/1852. Stabilní katastr zachycuje též jedinou plastiku v obci a to ve středu dvora.
Letecký snímek z roku 1949 zachycuje změněnou dispozici dvora. Východní budova chybí, ale je patrný její půdorys. Severní a západní křídlo je opatřené valbovou střechou. Nové jižní křídlo má střechu sedlovou. K jižnímu křídlu přiléhají malé domky. Hlavní přístup do dvora je z východu oproti mapě II. vojenského mapování, kde je cesta patrná ze západní strany. V okolí dvora a kaple je patrný pravidelný rastr stromů – sad, a dále památné lípy u kaple. Přes cestu ke hřbitovu je obecní sad. Mezi hřbitovem a Alžbětínem je stále ještě patrná původní cesta do Jiřic, která následně zcela zanikla.
Letecký snímek z roku 1995 zachycuje další dispoziční změnu a to odstranění západní části severní budovy. V roce 2009 byl téměř celý areál asanován, přičemž byly zachovány jen obvodové zdi, které byly místy znovu dozděny.
Vlastní vzhled dvora se nedochoval na fotografiích, je pouze zachycena východní budova na akvarelu malíře Šippicha. Z obrazu je patrné členění fasády lizénami, bílo – modrá fasáda, štěrbinový tvar oken se šambránami – zřejmě do chlévů. Střecha je valbová, krytinu nelze spolehlivě určit, pravděpodobně se jedná o pálenou krytinou. Z terénního průzkumu západního křídla je částečně patrné členění fasády a tvar oken. Jediný částečně ponechaný, snad původní díl, budovy je východní část severního křídla (foto torzo Alžbětína domu). Zde jsou patrné štěrbinové průduchy, fabionová římsa a jsou patrné vrstvy omítek s původní barevností.
Vegetační složka vnitřní části dvora byla zřejmě vždy okrajovou záležitostí. Pokud zde nějaká vegetace byla, pak snad jedině jako drobná úprava kolem sochy sv. Isidora. Vnější vegetační úpravy jsou zachyceny již na mapě stabilního katastru. Za zdí jsou zakresleny značky pro pyramidální stromy, což by mohlo odpovídat tereziánským předpisům o výsadbách stromů u hospodářských stavení proti omezování šíření ohňů, popř. tzv. bleskové stromy.

## Kulturně historické a památkové zhodnocení obce

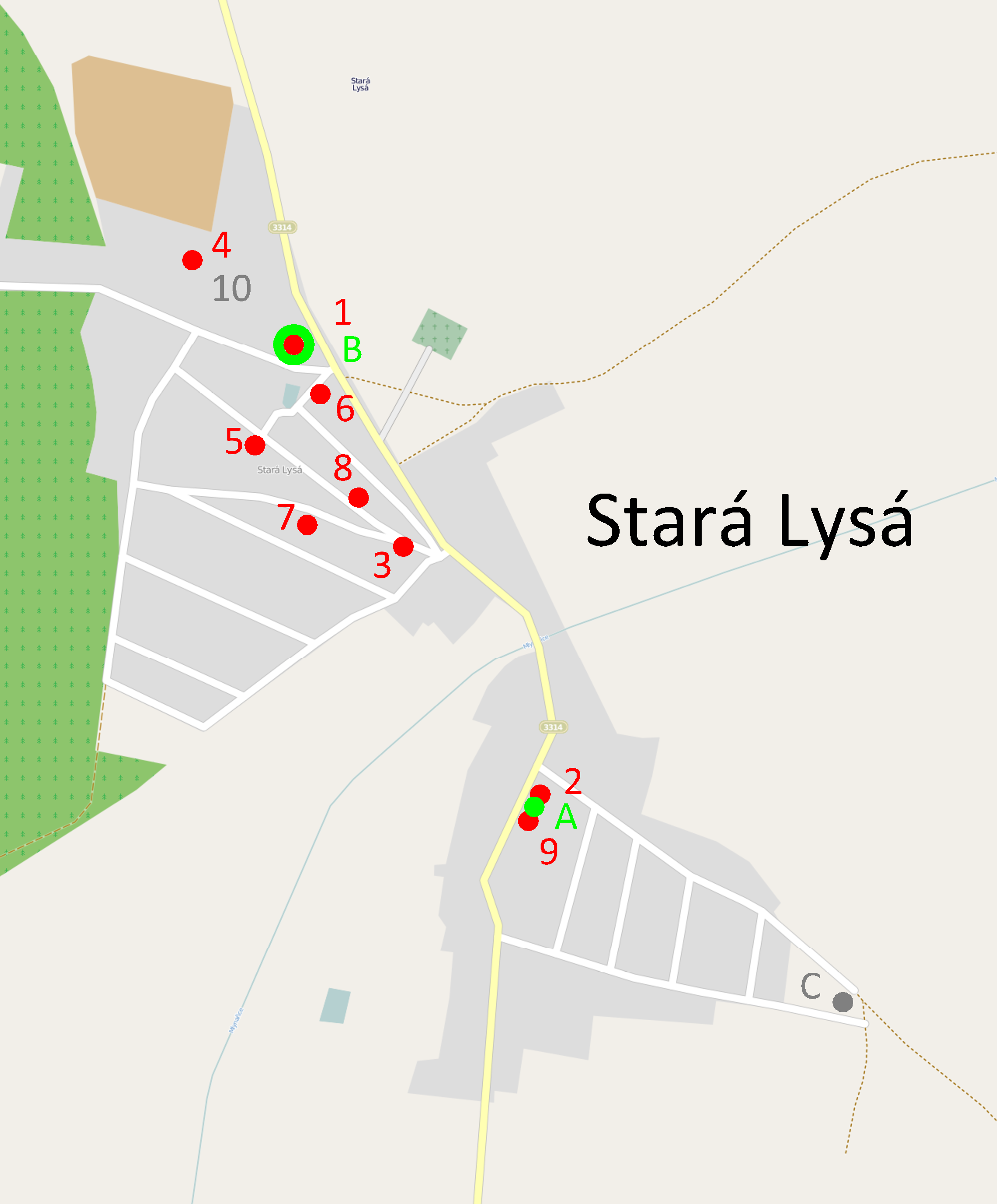
Stará Lysá, stavební a přírodní památky. 1. kaple sv. Jana Křtitele; 2. krucifix; 3. zvonička; 4. hospodářský dvůr Alžbětín; 5 dům čp. 100 s výminkem; 6. dům čp. 20; 7. dům čp. 41 s hospodářskými budovami; 8. dům čp. 34 s hospodářskými budovami; 9. pomník padlým v 1. světové válce; 10. socha sv. Isidora; A. tisíciletá lípa na návsi; B. šest lip malolistých; C. borovice lesní (vyvrácen 1997)

### Nemovité kulturní památky
Stará Lysá je běžné zemědělské sídlo. Stavební objety nevykazují významné architektonické hodnoty, neboť plní ryze praktické funkce. Až do současnosti byl tedy zájem soustředěn na památky sakrální.
- Kaplička sv. Jana Křtitele, památkou od 3. 5. 1958, r. č. 22744/2-1961, st. p. č. 105, k. ú. Stará Lysá.[6] Nachází se na volném prostranství v severní části obce mezi skupinou šesti památných lip. Je to pozdně barokní hranolová stavba s jehlancovou střechou a zvoničkou ve vrcholu; krytina střechy tašková; uvnitř klenba; v průčelí obloukem zakončený vchod; fasáda členěná pilastry a římsou. Stavba byla postavena roku 1852, datum svěcení se nedochovalo.

- Krucifix, památkou od 3. 5. 1958, r. č. 42159/2-3165, p. p. č. 885/5, k. ú. Stará Lysá.[7] Nachází se na volném prostranství před domem č. p. 38; jižně od kříže je tisíciletá lípa. Na podstavci s profilovanými římsami je letopočet 1852 a nápis „Tento Kříž jest postawen Ke cti a chwale Bozi NaKladem Obce Starolisy 1852“. Nad ním je vysoký štíhlý kónický postament s volutovými ozdobami, nahoře malý kamenný křížek s korpusem.

### Památkově významné objekty
V textových podkladech územního plánu obce jsou jako objekty památkového zájmu vyjmenovány dva – zvonička a areál dvora Alžbětín. V průběhu terénního průzkumu byly jako památkově významné vyhodnoceny ještě další, které dokládají vývoj sídla do současnosti.
- Zvonička ve Staré Lysé, p. p. č. 530/2, k. ú. Stará Lysá – zvonice je v uličním prostoru před č. p. 35; hranolová stavba s okosenými rohy, členěná soklem; z východní strany v polovině výšky výklenek zakrytý obloukovým oknem s plastikou P. Marie; v horní části na všech čtyřech stranách obloukem ukončené otvory; uvnitř zvon z r. 1919; střecha plechová jehlová, stavba z konce 19. století
- Areál hospodářského dvora Alžbětín, st. p. č. 61/4, k. ú. Stará Lysá, zbytek pozdně barokního dvora s ohradní zdí
- Venkovský dům č. p. 100 s výměnkem, st. p. č. 49/1, k. ú. Stará Lysá, přízemní stavba polabského typu; konstrukce přízemí zděné; zastřešené sedlovou střechou krytou novodobou betonovou taškou, na výměnku pálená střešní krytina; štíty trojúhelné bez plastické výzdoby; fasáda obytného stavení do uliční fronty zdobena římsami a lizénami s dekorativními hlavicemi; okenní otvory obytného stavení zdobeny plastickým rámováním; okenní výplně počátek 20. století, dům pochází z přelomu 19. a 20. století
- Venkovský dům č. p. 20, st. p. č. 44/1, k. ú. Stará Lysá, přízemní stavba polabského typu; konstrukce přízemí zděná; zastřešená sedlovou střechou krytou azbestovými taškami; štíty trojúhelné zděné; fasáda hladce omítnutá členěná lizénami; ve štítě plastická dekorace – jediná nalezená v obci; okenní výplně počátek 20. století; dům pochází z přelomu 19. a 20. století
- Venkovský dům č. p. 41 s hospodářskými stavbami, st. p. č. 33/1, k. ú. Stará Lysá, přízemní stavba polabského typu; konstrukce přízemí zděná; zastřešená sedlovou střechou krytou betonovými taškami se dvěma vikýři; štít trojúhelný zděný; fasáda hladce omítnutá členěná lizénami a dekorativními hlavicemi; okenní výplně polovina 20. století; drobné hospodářské stavby s pultovou střechou, dům je v půdoryse shodný s objektem zachyceným na stabilním katastru, současný vzhled počátek 20. století, vzorová ukázka stavení chalupníka
- Venkovský dům č. p. 34 s hospodářskými stavbami, st. p. č. 38, k. ú. Stará Lysá, přízemní stavba polabského typu; konstrukce přízemí zděná; zastřešená sedlovou střechou krytou eternitovými taškami, stodola krytá pálenou střešní krytinou – bobrovkami, dvojitě kladenými; štít poškozen vloženým trojdílným oknem; fasáda hladce omítnutá členěná jednoduchou lizénou; vrata svlaková vložená do dekorativního kovářského rámu z první poloviny 20. století, dům je v půdoryse shodný s objektem zachyceným na stabilním katastru, současný z první poloviny 20. století, vzorová ukázka staré zástavby.

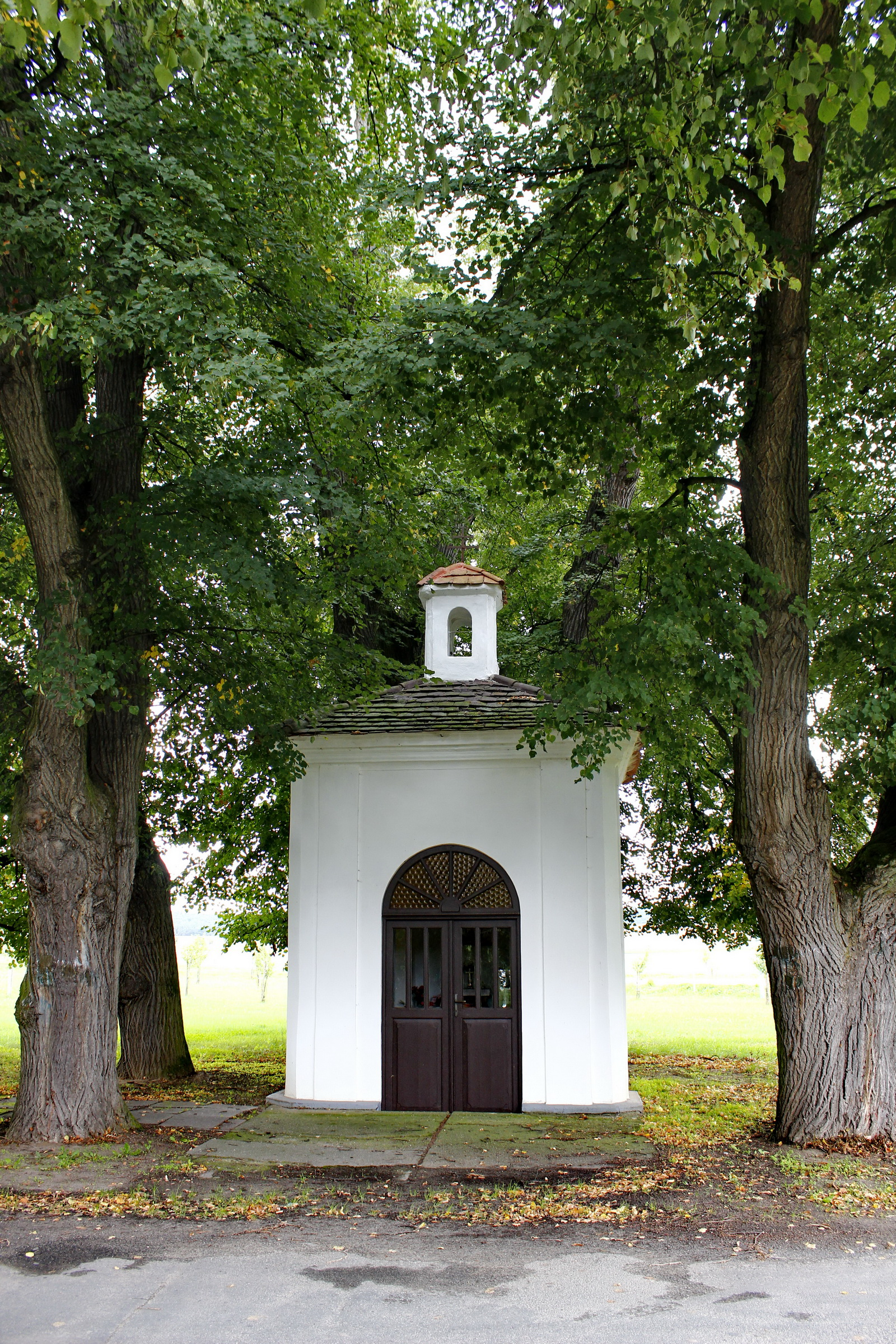
Kaple sv. Jana Křtitele
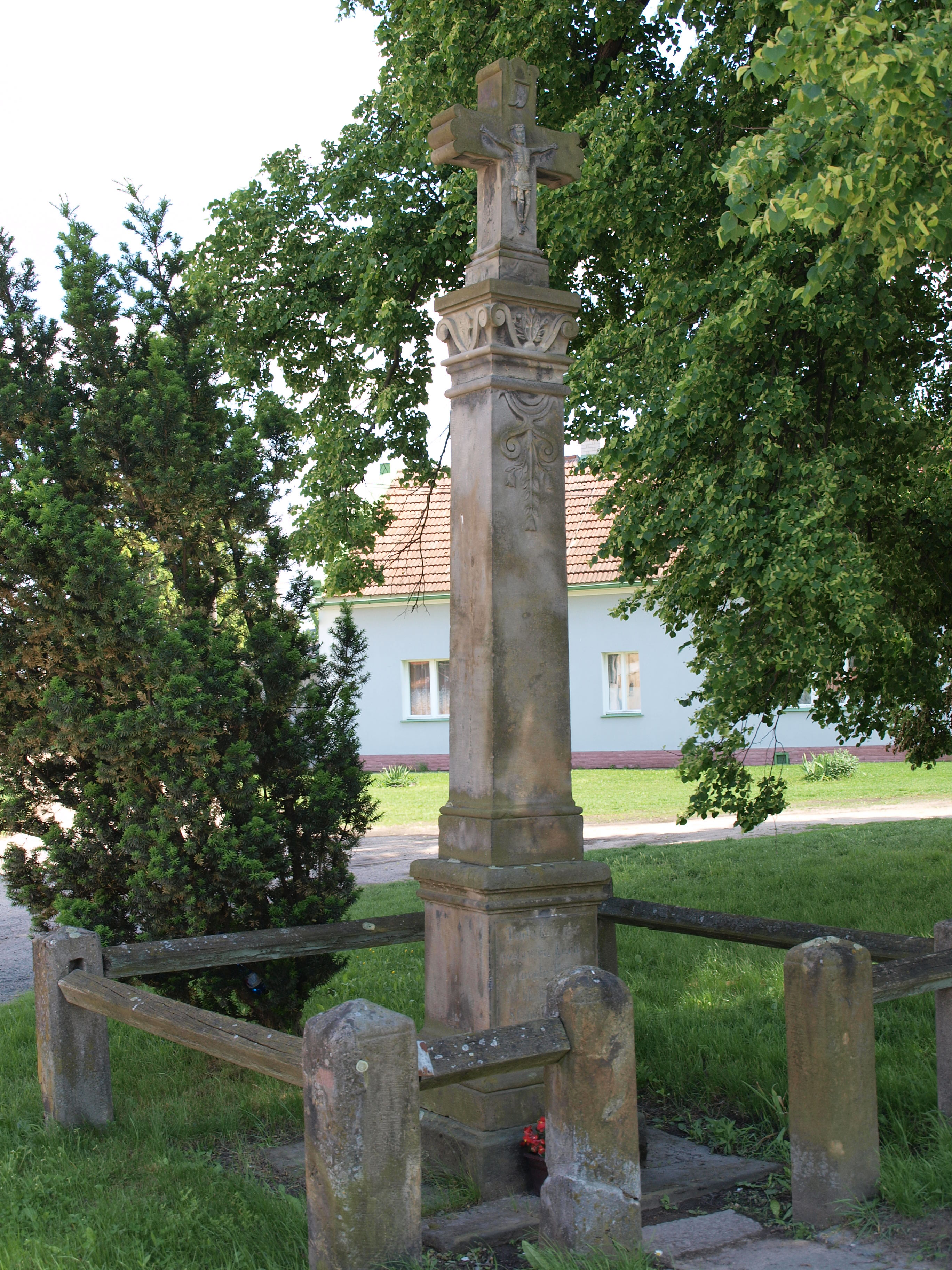
Krucifix na návsi
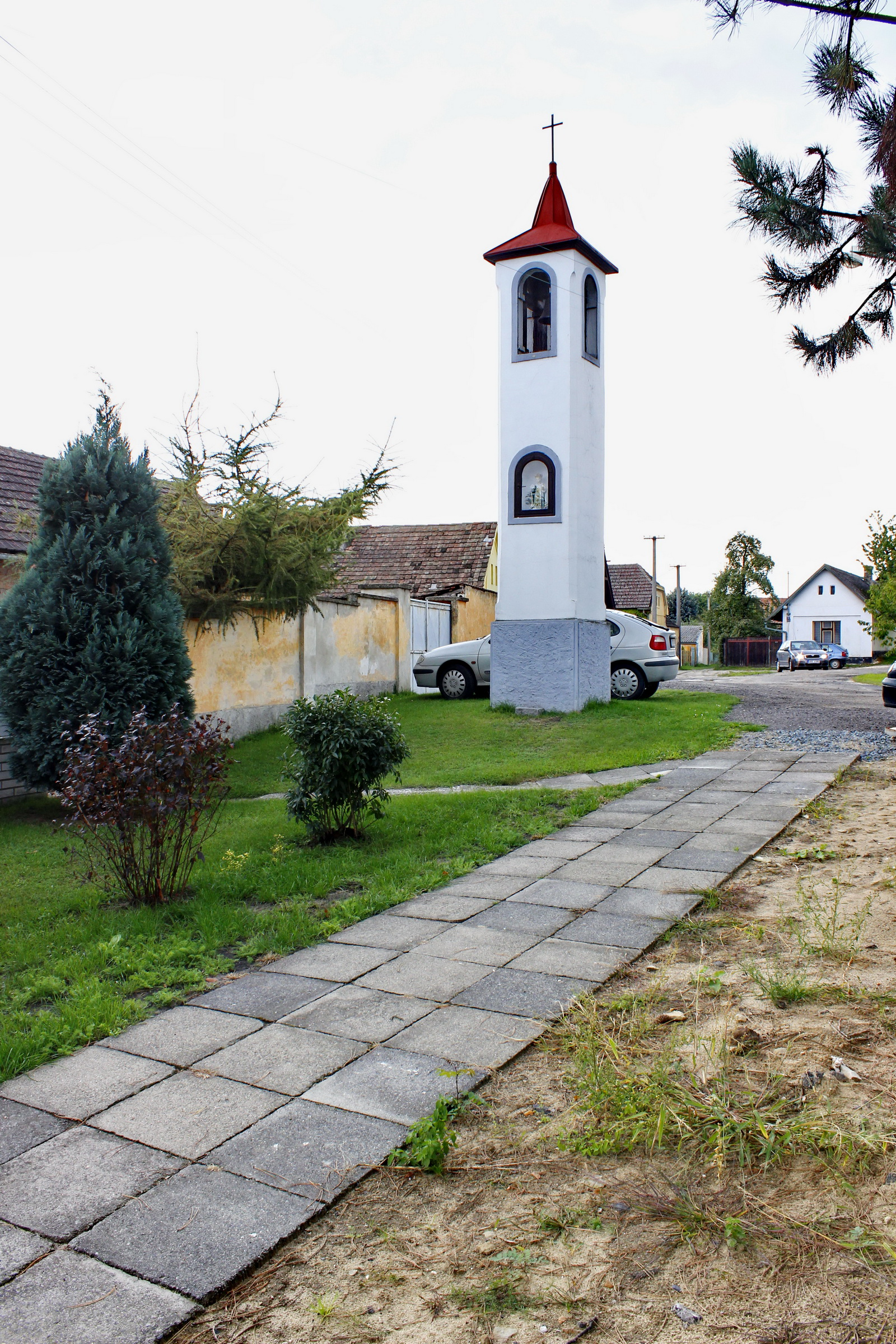
Zvonička
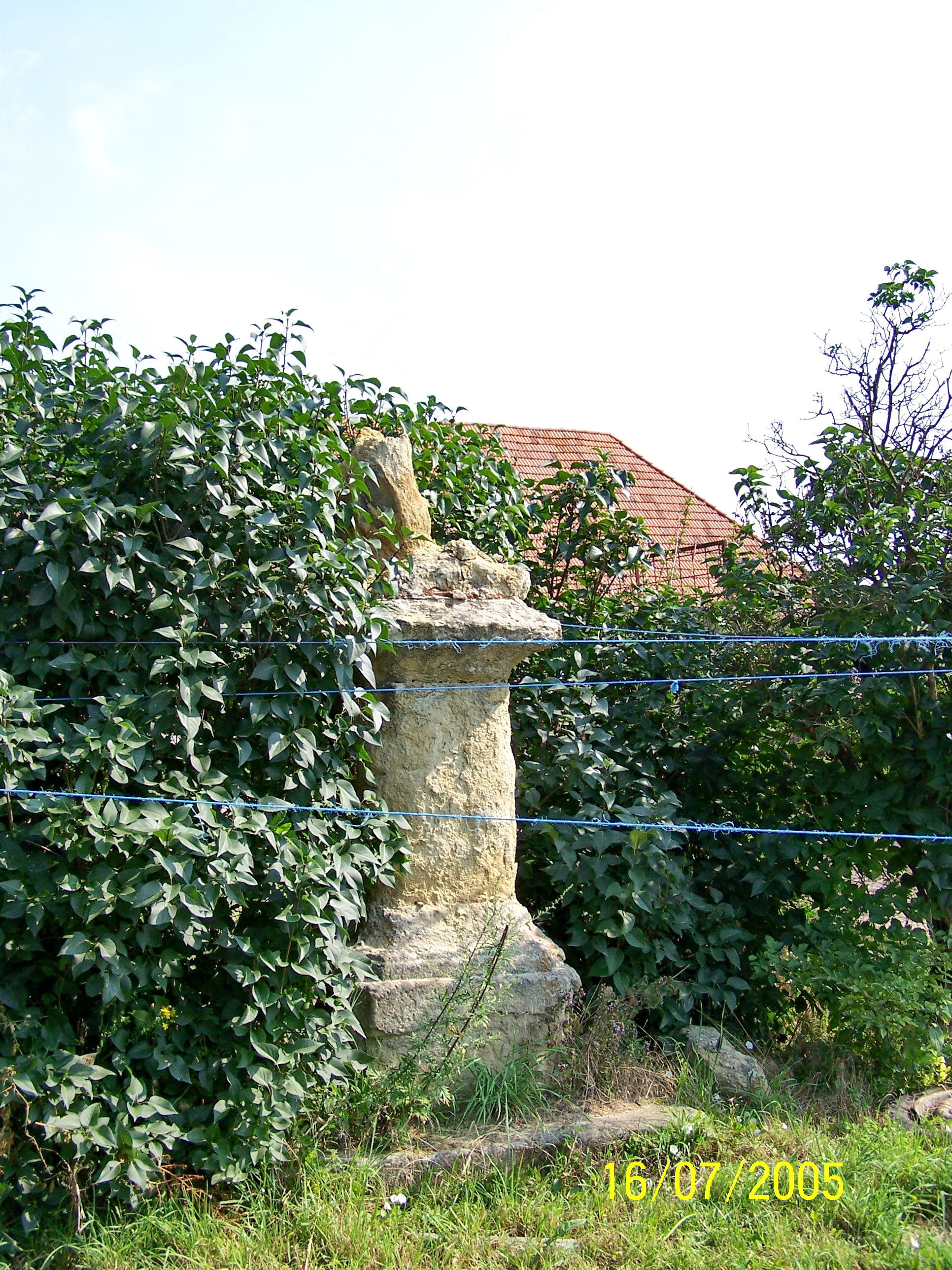
Pozůstatky sochy sv. Isidora ve dvoře Alžbětín. Stav v roce 2005 (v současné době deponováno).

### Památkově významná vegetace
Nejen architektonické památky se podílejí na celkovém vnímání sídla. K významným objektům ve Staré Lysé patří i památné stromy. V současném povědomí veřejnosti je obec známá především díky památné lípě na návsi, která v roce 2007 obsadila s 11.157 hlasy II. místo v celostátní soutěži Strom roku. K doplnění informací a ujasnění některých pojmů je zmíněna i borovice lesní nad obcí, které nebyla památným stromem, ale její přítomnost se promítla i do místního názvu „U Borovice“.
- - p. p. č. 885/5 k. ú. Stará Lysá, č. seznamu 208063.1/1
  - solitérní strom uprostřed návsi u kamenného kříže,
  - obvod kmene v roce 2009 – 727 cm, výška stromu 19 m, stáří cca 500 let
- Šest lip malolistých u kaple sv. Jana Křtitele ve Staré Lysé
  - p. p. č. 530/2 k. ú. Stará Lysá, č. seznamu 208062.1/1-1/6
  - skupina šesti stromů kolem kaple v ploše obecního sadu
  - obvod kmenů v roce 2009 – 310; 280; 236; 387; 263; 247 cm
  - výška stromů – 18; 24; 24; 25; 18; 19 m
  - stáří asi 150 let
- Tis červený
  - p. p. č. 860/7 k. ú. Stará Lysá, č. seznamu 103692
  - v parku loveckého zámečku Bon Repos na Čihadlech
  - obvod kmenu 179 cm
  - výška stromu 12 m
  - stáří asi 160 let
- Borovice lesní nad Starou Lysou
  - p. p. č. 282 k. ú. Stará Lysá
  - solitérní strom při polní cestě nad obcí
  - suchý strom se vyvrátil v roce 1997, odhadované stáří 200 let
  - v roce 2002 byly na její místo vysazeny tři nové borovice lesní

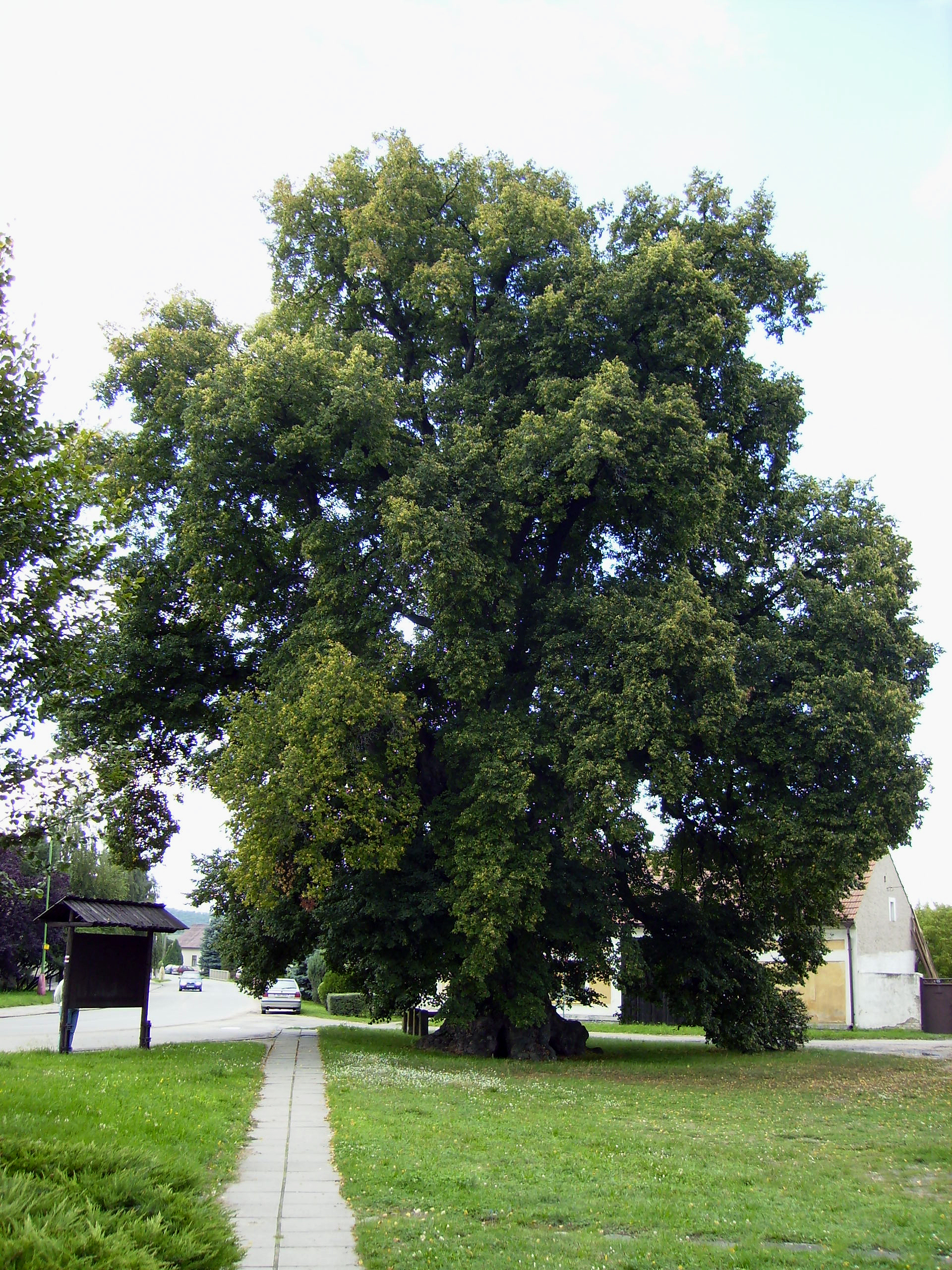
Památná lípa na návsi
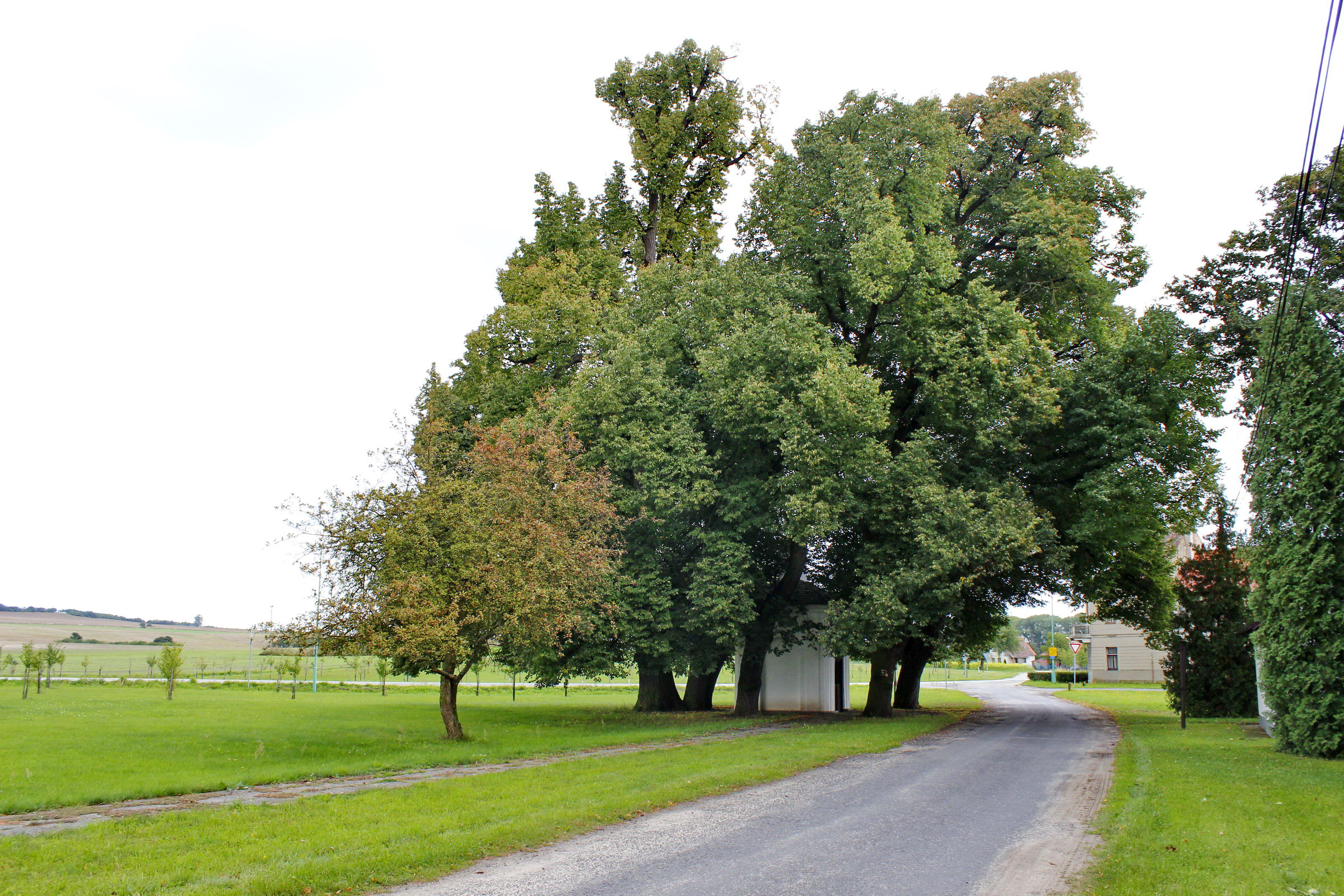
Skupina lip u kaple sv. Jana Křtitele

### Hlavní historické a urbanisticky-architektonické hodnoty
Obec Stará Lysá není sídlem s množstvím dochovaných kulturních památek. Současná podoba řadí obec k běžným obcím v Polabí. Co je pro Starou Lysou mimořádné z historického hlediska, je právě urbanistický vývoj od vrcholného středověku do poloviny 19. století. Z popsaného je patrné, že prapůvodní osídlení obce mohlo být nejspíše v lokalitě „Na Ostrově“. Po změně vlastnických vztahů a vysazení nového lokačního centra na protilehlé straně toku Mlynařice došlo k pozvolnému opuštění starého sídla.
Přítomnost dvou rybníků je pro Čechy 15. a 16. století poměrně častým jevem. Přesto blízkost dvou rybníků ve Staré Lysé a jejich oddělení hrází zřejmě zapříčinilo úplný zánik staré osady a přemístění sídla o cca 300 m východně. Koncem 18. století mohl vznik panského dvora iniciovat opětovné osídlení pravého břehu Mlynařice. Zánik posledního rybníka v regionu umožnil propojení obou celků do jediné funkční obce. Přes spojení obou částí si panský dvůr udržel až do počátku 20. století poměrně výlučné postavení v obci. Výlučnost je do jisté míry ovlivněna právě zemědělskou produkcí, která se zde v podstatě nepřetržitě provozuje po tři století.
V současné době je z urbanistického hlediska zajímavé udržení lokality „Na Ostrově“ bez zástavby pouze se hřbitovem. Volné místo pozorovateli umožňuje sledovat terén a představit si podmínky kolonizace regionu. Unikátní v podmínkách Polabí je také zachování velké návsi „Na Pahorku“ s obecním parkem.